# Sting
 For alternative betydninger, se Sting (flertydig). (Se også artikler, som begynder med Sting)
Gordon Matthew Thomas Sumner (født 2. oktober 1951) er engelsk sanger, musiker, sangskriver og skuespiller fra Newcastle upon Tyne og kendt under kunstnernavnet Sting. Han blev kendt som medlem af gruppen The Police, men er i dag lige så kendt som solist. Han er uddannet lærer.
Sting ("brod") skriver i sin bog: ”Broken Music”, at han fik sit kælenavn, da han spillede med The Phoenix Jazzmen. Han sang i en sort og gul sweater, som iflg. bandlederen, Gordon Solomon, fik ham til at ligne en humlebi.
Han var med til at danne bandet The Police i 1977. Han var forsanger og bassist. I 1985 gik han solo med albummet The Dream of the Blue Turtles og singlehittet "If You Love Somebody Set Them Free".
Sting har arbejdet med Craig David, og de har skrevet sangen "Rise & Fall".

## Privatliv
Sting giftede sig med skuespilleren Frances Tomelty fra Nordirland 1. maj 1976. Før de blev skilt i 1984 fik parret to børn: Joseph (født 23. november 1976) og Fuchsia Catherine (kaldet "Kate", født 17. april 1982). Joe Sumner er medlem af bandet Fiction Plane. I 1980 blev Sting en skatteflygtning og flyttede til Galway i Irland. I 1982, kort efter hans andet barns fødsel, blev Sting separeret fra Tomelty og flyttede sammen med skuespiller (og senere filmproducer) Trudie Styler. De blev gift 20. august 1992. Sting og Styler har fire børn: Bridget Michael ("Mickey", født 19. januar 1984), Jake (født 24. maj 1985), Eliot Pauline ("Coco", født 30. juli 1990) og Giacomo Luke (født 17. december 1995). Coco er sanger og grundlægger af den London-baserede gruppe I Blame Coco. Begge Stings forældre døde af kræft i 1987. Han kom ikke til begravelserne, idet han mente, at det postyr, medierne ville skabe, ville være respektløst over for hans forældre.

## Diskografi
- The Dream of the Blue Turtles (1985)
- ...Nothing Like the Sun (1987)
- The Soul Cages (1991)
- Ten Summoner's Tales (1993)
- Mercury Falling (1996)
- Brand New Day (1999)
- Sacred Love (2003)
- Songs from the Labyrinth (2006)
- If on a Winter's Night... (2009)
- Symphonicities (2010)
- The Last Ship (2013)
- 57th & 9th (2016)
- 44/876 (2018) (with Shaggy)
- My Songs (2019)
- The Bridge (2021)[5][6]